# Discriminació religiosa
La discriminació religiosa o discriminació per religió consisteix en tractar a una persona o grups de persones de forma no favorable per les seves creences religioses. Aquesta discriminació es pot donar en formes legals, institucionals, en la vivenda o en la feina.
En la seva vida quotidiana, molts membres de comunitats religioses o de creences s'enfronten a la discriminació basada en la seva religió o creença. Estan indegudament restringits en el gaudi dels seus drets civils, culturals, econòmics, polítics i socials. Com a tal, els membres de certes comunitats religioses o de creences sofreixen discriminació en el seu accés a l'educació pública, als serveis de salut o a les publicacions públiques. En casos extrems, alguns d'ells també són arrestats o assassinats a causa de la seva afiliació religiosa.
Per tant, aquest tipus de discriminació esta intrínsecament a la falta de llibertat religiosa, negant així :
- Protecció legal
- Igualtat de condicions jurídiques
- Igualtat en la administración de justicia
- Oportunitats laborals
- Educacio lliure i igualitària
- Accés a la vivenda
- Accés a serveis públics

## Orígens
La discriminació per motius religiosos existeix des d'èpoques molt antigues. Es va donar tant en societats amb una religió exclusiva (enfront de les religions externes), com en aquelles on coexistien diversos cultes. No obstant això, és sobretot en els llocs en els quals es van establir religions dominants.Històricament, aquesta discriminació, està lligada a la persecució religiosa dels considerats heretges.
L'arribada de les anomenades “religions de salvació” d'alguna manera va accentuar aquest procés, en la mesura que aquestes volen tenir una ètica que busca una correspondència o clarificació de Déu i que per tant, el monoteisme d'elles, suposa l'extirpació de les pràctiques màgiques propiciatòries d'esperits i dimonis.

## Tipus

### Institucionals
Aquest tipus de discriminació apareix en forma de lleis o administracions que prohibeixen o dificulten la llibertat religiosa Ex: En canada l'any 1967 es va aprovar la llei BNA (British North America Acts) aquesta llei consisteix en donar una protecció constitucional a escoles catòliques sent així totalment finançades per l'Estat desde el jardí d'infants fins 12º escolar.
Un altre exemple de discriminació institucional es el sistema polico-social Teocràcia, un concepte derivat d'un vocable compost grec que pot traduir-se com a “domini de Déu”. La noció refereix a un sistema polític de govern que exerceix el poder per divinitat de Déu a través d'algun tipus de representant o representats. En la teocràcia, per tant, les autoritats governen en el nom de Déu. D'aquesta manera, el líder religiós és també el líder polític. Aquests sistemes no preveuen una separació entre l'Estat i la institució religiosa.
És el sistema polític de l'Iran del segle xx, quan al 1979 el poble iranià es va aixecar contra la tirania del Shah. Va ser un moviment coral en el qual no només van intervenir els actors islamistes, sinó també els partits esquerrans i d'orientació liberal. El nou règim islàmic va imposar la xaria i va perseguir fins a l'extenuació totes aquelles pràctiques que atempten contra la moral islàmica. A partir de llavors, les llibertats públiques van ser severament restringides. Les dones es van veure obligades a portar el vel i van ser segregades en els llocs públics i l'alcohol i la música occidental van ser prohibits. L'esquerra va ser perseguida amb especial ferotgia sent la major part dels seus militants empresonats, torturats o executats. El aiatol·là Khomeini va posar en marxa un nou sistema basat en el ‘govern del jurisconsult’ pel qual el clergat xiïta exercia l'autoritat política i religiosa.

### Social
A Catalunya (Espanya), els musulmans han de resar en espais a l'aire lliure perquè les sales d'oració existents són massa xicotetes per a donar cabuda a tots els fidels, i les sol·licituds per a construir mesquites es qualifiquen d'incompatibles amb el respecte de la cultura i les tradicions catalanes.} Això és contrari a la llibertat de religió, que inclou el dret a celebrar cultes religiosos col·lectius en llocs adequats.
Els musulmans són considerats responsables del que succeeix a Orient Mitjà i el Nord d'Àfrica. La gent m'insultava pel carrer o feia comentaris desagradables.
Un home va començar a cridar-me dient que em llevara el llençol que portava al cap. Jo m'he criat a Suïssa i considere que aquest és el meu país. No comprenc per què altres ciutadans es creuen amb dret a tractar-me així.

### Laboral
Així ho recull un estudi del Centre de Recerques de la Fe (ComRes) que publica The Telegraph, fer broma amb la fe o les creences d'uns altres és entès com una "exclusió de nivell inferior" fins i tot per als propis afectats, que encara que arribin a sentir-se insultats, no denuncien per no considerar-ho prou greu o almenys no tan greu com l'assetjament per gènere o per discapacitat.
"En l'oficina tothom és molt respectuós amb les minories, i mai seria despectiu amb les dones o amb les persones amb discapacitat, però quan es tracta de religió, és com un joc", assegurava una de les persones enquestades en la recerca.
També, en l'àmbit laboral, no es respecten les tradicions i creences que influeixen en la vestimenta. Prohibint la vestimenta del vel, sense tenir en compte els motius religiosos pel l'han de porta. Així, un tribunal federal va condemnar a l'empresa Alamo Rent-A-Car, a pagar 250.000 dòlars com a compensació a una empleada musulmana somali que va ser acomiadada per usar el vel durant les festivitats del Ramadà
Amb l'augment d'una societat diversa, cada dia són més freqüents les exigències de llibertat per a les pràctiques religioses en el treball.
El camp de treball com a reflex de la societat no escapa a aquesta realitat, i l'expressa en la dicotomia entre algunes tradicions religioses i les condicions laborals. Els horaris per a determinades pregàries i ritus, els dies de festa, les peces pròpies d'alguns cultes, entre d'altres, són factors que poden alterar les normes i reglaments establerts com a polítiques laborals, així com afectar la productivitat.